# Can We Dance
«Can We Dance» — дебютный сингл британской поп-группы The Vamps. Был выпущен 29 сентября 2013 в качестве лид-сингла с их дебютного альбома Meet the Vamps (2014). Песня написана Карлом Майклом, Бруно Марсом, Филиппом Лоуренсом, Timz Aluo и Espionage. В роли продюсеров песни выступили Бруно Марс и Espionage.
Спустя неделю после релиза, песня заняла второе место в чарте синглов Великобритании, уступив OneRepublic и их хиту «Counting Stars».

## Предпосылки и музыкальное видео
«Can We Dance» написана Карлом Майклом, Бруно Марсом, Филиппом Лоуренсом, Timz Aluo и Espionage. В роли продюсеров песни выступили Бруно Марс и Espionage.
Официальный видеоклип был представлен на vevo-канале группы на YouTube 6 августа 2013. В видео The Vamps играют для толпы кричащих фанатов в гараже вокалиста Брэдли Симпсона. В конце видео его родители возвращаются домой и видят на YouTube ролик с вечеринки, которая прошла в их доме. К февралю 2014 видео набрало 10,5 миллионов просмотров.

## Положение в чартах
2 октября 2013 стало известно, что «Can We Dance» лидирует в midweek-чарте и ожидалось, что он займёт первое место в чарте синглов Великобритании. Разница в 13 000 проданных копий предвещали лидерство в британском чарте, опережая «Counting Stars» от OneRepublic. Два дня спустя «Can We Dance» всё ещё был на вершине, но отрыв с «Counting Stars» теперь составлял всего 6 000 копий. 6 октября 2013 было официально сообщено, что  «Counting Stars» расположилась на первом месте, а «Can We Dance» заняла второе место с количеством 66 730 проданных копий. Разрыв между песнями составлял всего 1 150 копий. 29 ноября 2013 Британская ассоциация производителей фонограмм присвоила синглу серебряный статус с количеством 200 000 проданных копий на территории Великобритании.
В Ирландии сингл занял 21 место, проведя три недели в топе-50. В Австралии «Can We Dance» дебютировал с 47 места, в конечном итоге став 17, проведя 13 недель в австралийском чарте. 14 февраля 2014 было сообщено, что сингл получил платиновый статус в Австралии с количеством 70 000 проданных копий на территории страны. В Новой Зеландии песня дебютировала с 35 места, затем поднялась до 19 строчки, в общем счёте проведя в чарте две недели.

## Форматы и трек-лист
- Цифровая загрузка – EP[9]

1. "Can We Dance" (Single version) – 3:11
2. "Year 3000" – 3:20
3. "MMMBop" – 4:01
4. "Teenage Kicks" (Live) – 1:54

- CD1

1. "Can We Dance" (Single version) - 3:11
2. "Mr. Brightside"
3. "22"
4. "Wild Heart" (Live)

- CD2

(James edition)
1. "Can We Dance" (James' version) - 3:40
2. "Little Things"

- CD3

(Connor edition)
1. "Can We Dance" (Connor's version) - 3:41
2. "Weightless"

- Цифровая загрузка - Remix EP[10]

1. "Can We Dance" (James' version) - 3:40
2. "Can We Dance" (Connor's version) - 3:41
3. "Can We Dance" (Tristan's version) - 3:38
4. "Can We Dance" (Brad's demo version) - 3:37
5. "Can We Dance" (Seamus Haji club mix) - 6:06